# 大阪大空襲

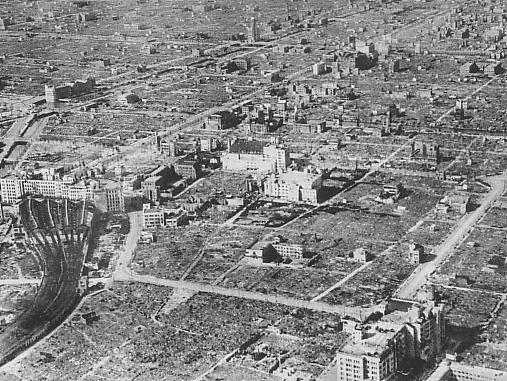
空襲後的大阪

大阪大空襲（日语：／ Ōsaka daikūshū）是第二次世界大戰末期美軍多次對大阪進行的戰略轟炸的總稱。
1945年2月26日（日本時間），美軍第一次對大阪進行空襲。此後的3月13日、3月14日、6月7日、6月16日、6月27日、7月10日、7月24日、8月14日，大阪多次遭受空襲。這些空襲總共造成10000人以上的平民死亡。

## 外部連結
- 財團法人 大阪國際平和中心 （页面存档备份，存于）